# (349) Dembowska
(349) Dembowska ist ein Asteroid des äußeren Hauptgürtels, der am 9. Dezember 1892 vom französischen Astronomen Auguste Charlois am Observatoire de Nice bei einer Helligkeit von 10 mag entdeckt wurde.
Der Asteroid ist benannt nach Ercole Dembowski (1812–1881), gebürtig aus Mailand, der in Neapel ein privates Observatorium gründete, das später in die Nähe von Mailand verlegt wurde. Seine sorgfältigen Messungen von Doppelsternen markierten einen wichtigen Meilenstein in diesem Zweig der Astronomie. Er wurde auch durch einen Mondkrater geehrt.

## Wissenschaftliche Auswertung
Aus Daten radiometrischer Beobachtungen in Infraroten am Kitt-Peak-Nationalobservatorium in Arizona vom März 1975 wurden für (349) Dembowska erstmals Werte für den Durchmesser und die Albedo von 144 km und 0,26 bestimmt. Aus Ergebnissen der IRAS Minor Planet Survey (IMPS) wurden 1992 Angaben zu Durchmesser und Albedo für zahlreiche Asteroiden abgeleitet, darunter auch (349) Dembowska, für die damals Werte von 139,8 km bzw. 0,38 erhalten wurden. Mit hochaufgelösten Aufnahmen mit dem Adaptive Optics (AO)-System am Teleskop II des Keck-Observatoriums auf Hawaiʻi im Infraroten vom 28. Juni 2010 konnte ein äquivalenter Durchmesser von 162 ± 17 km abgeleitet werden. Eine Auswertung von Beobachtungen durch das Projekt NEOWISE im nahen Infrarot führte 2011 zu vorläufigen Werten für den Durchmesser und die Albedo im sichtbaren Bereich von 216,7 oder 228,9 km bzw. 0,16 oder 0,14. Nach neuen Messungen mit NEOWISE wurden die Werte 2014 auf 126,8 oder 138,4 km bzw. 0,47 oder 0,39 korrigiert.
In einer Untersuchung von 2017 konnte durch eine thermophysikalische Modellierung des Asteroiden ein effektiver Durchmesser von 156 ± 5 km und eine Albedo von 0,31 bestimmt werden. Die Auswertung verschiedener rotationsaufgelösten Daten zeigte keine signifikanten Schwankungen der thermischen Eigenschaften und Rauheit über die Oberfläche hinweg, was darauf schließen ließ, dass die Oberfläche von (349) Dembowska von einer staubigen Regolithschicht mit wenigen Steinen oder Felsbrocken bedeckt sein dürfte. Die Oberflächentemperatur variiert zwischen etwa 40 und 220 K und weist erhebliche saisonale Schwankungen auf, während die Temperatur unter der Oberfläche unterhalb einer Tiefe von 30–50 cm eine Gleichgewichtstemperatur von etwa 120–160 K erreicht. Eine Untersuchung von 2020 bestimmte aus zwei Sternbedeckungen durch (349) Dembowska einen Durchmesser von 149,0 ± 1,0 km.
Photometrische Messungen von (349) Dembowska fanden erstmals statt am 6. und 8. Dezember 1962 in China. Dabei konnte aus den aufgezeichneten Daten für die Rotationsperiode ein Wert von 4,700 h abgeleitet werden. Weitere Beobachtungen erfolgten vom 11. März bis 19. Juli 1965 während 10 Nächten an der Southern Station der Sternwarte Leiden in Südafrika. Hier konnte eine Rotationsperiode von 4,7012 h bestimmt werden. Eine neue Lichtkurve des Asteroiden wurde am 18. November 1977 am Kitt-Peak-Nationalobservatorium aufgezeichnet. und Beobachtungen vom 1. bis 18. Januar 1983 während vier Nächten am Observatorio del Teide auf Teneriffa passten zu der zuvor bestimmten Periode.
Eine Forschergruppe an der University of Arizona und am Planetary Science Institute in Tucson führte in den 1980er Jahren ein Programm zur „Photometrischen Geodäsie“ einer Anzahl von schnell rotierenden Asteroiden des Hauptgürtels durch, darunter auch (349) Dembowska. Bei Beobachtungen am Kitt-Peak-Nationalobservatorium bei mehreren Gelegenheiten zwischen Juni 1981 und Juni 1986 konnten zahlreiche Lichtkurven erfasst werden. Aus diesen wurde 1988 eine Position für die Rotationsachse mit prograder Rotation und einer Periode von 4,7012 h berechnet. Außerdem wurden die Achsenverhältnisse eines dreiachsig-ellipsoidischen Gestaltmodells ermittelt. Besondere Eigenschaften der Lichtkurven könnten dabei auf einen tiefen Krater in der südlichen Hemisphäre des Asteroiden hindeuten. In einer finalen Auswertung von 1991 wurde dann aus den archivierten Daten unter zusätzlicher Verwendung einer Lichtkurve vom März 1984 aus Turin (siehe unten) eine geringfügig verbesserte Position der Rotationsachse und der Achsenverhältnisse berechnet. Für die Rotationsperiode wurde der bekannte Wert bestätigt.
In den 1980er und 1990er Jahren gab es darüber hinaus weitere Untersuchungen, die aus den archivierten Beobachtungsdaten und Lichtkurven Berechnungen mit unterschiedlichen Methoden zur Bestimmung meist von zwei alternativen Lösungen für die Position der Rotationsachse, des Drehsinns (immer prograd), der Rotationsperiode und der Achsenverhältnisse von Gestaltmodellen durchführten. Dabei gab es immer wieder auch neue photometrische Beobachtungen, die weitere Lichtkurven lieferten, wie am 4. März 1984 am Osservatorio Astronomico di Torino (abgeleitete Rotationsperiode 4,701 h) oder im Jahr 1985 mit dem Carlsberg-Meridiankreis am Roque-de-los-Muchachos-Observatorium auf La Palma (abgeleitete Periode 4,701 h).
Mit den von 1962 bis 1985 archivierten Daten aus dem Uppsala Asteroid Photometric Catalogue (UAPC) wurde in einer Untersuchung von 2003 erstmals ein dreidimensionales Gestaltmodell des Asteroiden für zwei alternative Positionen der Rotationsachse, eine mit prograder Rotation, eine in der Ebene der Ekliptik gelegen, und eine Periode von 4,70121 h bestimmt. Das Gestaltmodell wies einige planare Abschnitte auf, die auf Nichtkonvexitäten hindeuteten. Dies stand auch im Einklang mit der Feststellung einer leichten Albedo-Asymmetrie entlang des Äquators des Asteroiden.
Neue photometrische Beobachtungen erfolgten wieder vom 10. bis 28. März 2004 am Burke-Gaffney Observatory der Saint Mary’s University in Halifax, Nova Scotia, Canada (abgeleitete Periode 4,703 h), vom 17. bis 25. April 2014 am UnderOak Observatory in New Jersey (abgeleitete Periode 4,701 h) und vom 27. Februar bis 23. Juli 2019 während vier Nächten am Piccolo Osservatorio Corsionese in Italien (abgeleitete Periode 4,6957 h). Außerdem wurde hier eine Größenschätzung des Asteroiden zu 139 ± 11 km vorgenommen.
Bereits in einer Untersuchung von 2009 waren aus 80 archivierten Beobachtungen des Astrometrie-Satelliten Hipparcos für den Asteroiden (349) Dembowska zwei alternative Rotationsachse, eine mit prograder und eine mit retrograder Rotation, Perioden von 4,6912 und 4,7015 h sowie die Achsenverhältnisse eines ellipsoidischen Gestaltmodells berechnet worden. Bei einer erneuten Auswertung von 2019 konnte dann unter zusätzlicher Verwendung von Gaia DR2-Daten Ergebnisse mit völlig abweichenden Rotationsachsen erzielt werden. Zusätzlich wurde die Berechnung aber auch für ein cellinoid-förmiges Gestaltmodell (ähnlich einem flachgedrückten Ei) durchgeführt. Hier wurde eine retrograde Rotation mit einer Periode von 4,7012 h gefunden.
Zwischen 2012 und 2018 wurden mit der All-Sky Automated Survey for Supernovae (ASAS-SN) auch photometrische Daten von 20.000 Asteroiden aufgezeichnet. Auf mehr als 5000 davon konnte erfolgreich die Methode der konvexen Inversion angewendet werden, darunter auch (349) Dembowska, für die in einer Untersuchung von 2021 ein verbessertes dreidimensionales Gestaltmodell für eine Rotationsachse mit prograder Rotation und einer Periode von 4,70119 h berechnet wurde. Im Jahr 2023 wurde aus photometrischen Messungen von Gaia DR3 erneut ein dreidimensionales Gestaltmodell des Asteroiden für zwei alternative Rotationsachsen mit prograder Rotation und einer Periode von 4,70114 h berechnet.
Abschätzungen von Masse und Dichte für (349) Dembowska ergaben in einer Untersuchung von 2012 eine Masse von etwa 3,58·1018 kg und mit einem angenommenen Durchmesser von etwa 145 km eine Dichte von 2,23 g/cm³ bei einer Porosität von 33 %. Die Werte besitzen eine Unsicherheit von ±45 %. Die Auswertung der nahen Begegnungen von (349) Dembowska mit vier kleinen Asteroiden in den Jahren 2000–2016 führte in einer neuen Untersuchung von 2019 zu einer genaueren Bestimmung ihrer Masse zu 4,1·1018 kg mit einer Unsicherheit von ±10 %. Mit einem angenommenen Durchmesser von etwa 156 km ergab dies eine Dichte von 2,08 g/cm³ bei einer Porosität von 36 %.